# André Michel (Kunsthistoriker)

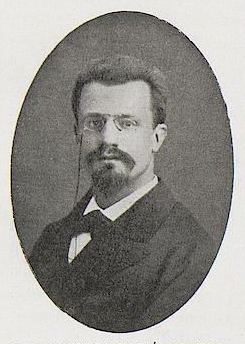
André Michel (um 1880)

André Michel (vollständiger Name Charles Paul André Michel; * 7. November 1853 in Montpellier; † 13. Oktober 1925 in Paris) war ein französischer Kunsthistoriker.

## Leben
André Michel, einer protestantischen Familie aus Montpellier entstammend, wurde an der dortigen Universität zunächst in Geschichte und Kunst unterrichtet. Von 1872 bis 1876 studierte er an der Universität Aix-en-Provence bis zum Abschluss Jura, von 1877 bis 1880 dann an der École pratique des hautes études in Paris, wo er nebenbei bei Charles Blanc am Collège de France und bei Hippolyte Taine an der École des beaux-arts unterrichtet wurde.
Er war als Kunstkritiker für zahlreiche Zeitschriften tätig (Le Parlement, L'Art, La Revue alsacienne), seit 1884 schrieb für die Gazette des Beaux-Arts, seit 1886 auch für das Journal des débats. Er besprach dort zahlreiche Ausstellungen, wie die des Salon de Paris und der „Exposition universelle de Paris“ von 1889 und 1900. Von 1883 bis 1893 lehrte André Michel Kunstgeschichte an der École Spéciale d’Architecture.
1893 wurde er am Département des sculptures des Louvre Assistent des Kurators Louis Courajod (1841–1896). André Michel folgte 1896 Courajod im Amt und lehrte an der École du Louvre Geschichte der französischen Bildhauerei. 1920 verließ er den Louvre und wurde Professor für französische Kunstgeschichte am Collège de France. Ab 1923 emeritiert, arbeitete er an seiner mehrbändigen Geschichte der Kunst weiter. Der letzte Band wurde 1929 von Paul Vitry, seinem Nachfolger am Louvre, herausgegeben, der auch einen ausführlichen Nachruf auf ihn verfasste.

## Ehrung
Im Jahr 1900 wurde er Ritter, 1919 Offizier der Ehrenlegion. 1917 wurde André Michel in die Pariser Académie des Beaux-Arts gewählt.

## Veröffentlichungen (Auswahl)
- La Correspondance inédite de Mallet du Pan avec la cour de Vienne (1795–1798). 2 Bände, Plon, Paris 1884.
- L'École française, de David à Delacroix. Paris 1892.
- François Boucher. J. Rouam, Paris 1886.
- Les Chefs d'œuvres de l'art au XIXe siècle. L'école française de David à Delacroix. Librairie illustrée, Paris 1891.
- Notes sur l'art moderne. Corot, Ingres, Millet, Eug. Delacroix, Raffet, Meissonier, Puvis de Chavannes. À travers les Salons. Armand Colin, Paris 1896.
- Louis Courajod (1841–1896). L. Frémont, Arcis-sur-Aube 1896.
- Musée national du Louvre. Catalogue sommaire des sculptures du Moyen Âge, de la Renaissance et des Temps modernes. Imprimeries réunies, Paris 1897, 2. ergänzte Auflage 1907.
- mit Henri Lemonier (Hrsg.): Louis Courajod: Leçons professées à l'École du Louvre (1887–1896) . 3 Bände, A. Picard et fils, Paris 1899–1903
- Histoire de l'art. Depuis les premiers temps chrétiens jusqu'à nos jours. 8 Teile in 17 Bänden, Librairie Armand Colin, Paris 1905–1929.
- mit Gaston Migeon: Le Musée du Louvre. Sculptures du moyen âge, de la renaissance et des temps modernes. H. Laurens, Paris 1912.